# Girlfriend (film 2010)
Girlfriend è un film del 2010 diretto e sceneggiato da Justin Lerner.

## Trama
Evan, giovane con sindrome di Down, vive con la madre in una povera città operaia colpita duramente dalla recente recessione economica. Quando inaspettatamente arriva a possedere una grande quantità di denaro, Evan lo usa per aiutare Candy, una ragazza di città che ha amato sin dai tempi del liceo.
Candy, una mamma senza un impiego fisso, si trova ad affrontare l'indebitamento finanziario, un possibile sfratto e l'incapacità di liberarsi di Russ, il suo abusivo ex-fidanzato. Nella posizione di non poter fare a meno di accettare il sostegno finanziario di Evan, Candy accetta esitante la proposta. Questo causerà un complicato intreccio tra Candy ed Evan.
Quando Russ scopre il rapporto tra Candy ed Evan, le vite dei tre si intrecceranno in un complesso triangolo di segreti, gelosie e vendette.
Nonostante le numerose difficoltà e l'apparente impossibilità per Candy di essere in grado di dimostrare il suo amore, Evan si dimostra fedele verso Candy, pura personificazione della compassione umana.